# Gotta Get Away
Gotta Get Away is een nummer van de Amerikaanse punkrockband The Offspring uit 1995. Het is de derde single van hun derde studioalbum Smash.
"Gotta Get Away" werd wereldwijd niet zo succesvol als de voorgaande singles Come Out and Play en Self Esteem. Het haalde bijvoorbeeld de Amerikaanse Billboard Hot 100 niet. In sommige landen werd het nummer wel een bescheiden hitje. In de Nederlandse Top 40 haalde het bijvoorbeeld de 37e positie, en in de Vlaamse Ultratop 50 haalde het de 28e positie.